# Логутенкова Інна Володимирівна
І́нна Володи́мирівна Логуте́нкова (нар. 19 жовтня 1986, Донецьк, СРСР) — українська вершниця, що спеціалізується на змаганнях з виїздки. Учасниця Літніх Олімпійських ігор (2016).

## Життєпис
Народилася у Донецьку. Кінним спортом почала займатися у 10-річному віці.
Влітку 2016 року брала участь у Літніх Олімпійських іграх в Ріо-де-Жанейро, де разом з конем на ім'я Don Gregorius посіла 41 місце в індивідуальній виїздці.

## Спортивні результати[1]
| Рік  | Змагання                        | Місто          | Кінь          | МО | МК |
| ---- | ------------------------------- | -------------- | ------------- | -- | -- |
| 2016 | Літні Олімпійські ігри 2016     | Ріо-де-Жанейро | Don Gregorius | 41 | -  |
| 2015 | Чемпіонат Європи з виїздки 2015 | Аахен          | Don Gregorius | 42 | 16 |
| 2014 | Всесвітні кінні ігри 2014       | Кан            | Don Gregorius | 45 | 19 |
| 2013 | Чемпіонат Європи з виїздки 2013 | Гернінг        | Vian Stallone | 44 | -  |